# Caprella greenlyi
Caprella greenlyi är en kräftdjursart. Caprella greenlyi ingår i släktet Caprella och familjen Caprellidae. Inga underarter finns listade i Catalogue of Life.